# Gabinete dos Bárbaros
Gabinete ou escritório dos bárbaros (em latim: scrinium barbarorum; em grego: σκρίνιον τῶν βαρβάρων; romaniz.: skrinion tōn barbarōn) foi um departamento do governo do Império Bizantino. É registrado pela primeira vez no Notitia Dignitatum do século V, onde ficou sob o controle do mestre dos ofícios (magister officiorum). O Notitia registra que quatro secretários (subadiuvae), a partir do corpo existente dos agentes nos assuntos ou de outro gabinete, foram apontados para cada uma das quadro divisões principais do Império Bizantino: Asiana, Pôntica, Oriente, Trácia e Ilíria em conjunto. Estes manuseavam assuntos de protocolo e registro de quaisquer assuntos relacionados com "bárbaros". Eles podem também ter desempenhado um papel nos serviços de tradução para missões de visita a Estados bárbaros. J. B. Bury acredita que o gabinete exerceu a supervisão de todos os estrangeiros que visitavam Constantinopla, e que eles estiveram sob a supervisão do logóteta do dromo.
Tem sido afirmado por alguns, tais como o autor Michael Antonucci, que o Gabinete dos Bárbaros atuou como uma espécie de gabinete de espionagem do império. Não há, contudo, evidências que tivesse tido tal função, ou mesmo que tenha sobrevivido a reforma da posição do "mestre dos ofícios" sob Leão III, o Isauro (r. 717–741) - embora haja um selo de chumbo datado do século IX com o nome de um homem, Pedro, que foi "protoespatário no comando dos bárbaros" (em grego: α'σπαθάριος καὶ ἐπί τῶν βαρβάρων). Diferente do Gabinete dos Bárbaros, os agentes nos assuntos, por atuarem dentro do sistema postal (curso público), são vistos como tendo uma função de coleta de inteligência do Império Romano no sentido moderno mais amplo.